# Bankhaus Wölbern & Co.
Das Bankhaus Wölbern & Co. (AG & Co. KG) war ein Finanzinstitut mit Banklizenz. Die Bankerlaubnis wurde Anfang Juni 2016 an die Bundesanstalt für Finanzdienstleistungsaufsicht zurückgegeben, die Firma besteht als Sandtor Abwicklungsgesellschaft GmbH & Co. KG fort.

## Geschichte bis 2006
Das Bankhaus Wölbern & Co. wurde am 1. Januar 1956 als Kommanditgesellschaft vom Hamburger Kaufmann Ernst Wölbern († 1976) als persönlich haftendem Gesellschafter zusammen mit weiteren Kommanditisten gegründet. Die Bank verstand sich als Nachfolger des 1816 in Berlin gegründeten Bankhauses E. J. Meyer.
1967 gründeten Ernst Wölbern und sein Sohn Claus Wölbern, beide damals Gesellschafter der Bank, als Strohmänner die Wölbern Hausbau Gesellschaft. Mit dieser machten Albert Vietor und andere Manager des gewerkschaftseigenen Bau- und Wohnungsunternehmens Neue Heimat hohe Gewinne auf Kosten ihres Unternehmens. Diese Neue-Heimat-Affäre mit einem Gesamtschaden von über 100 Millionen Mark wurde erst 1982 aufgedeckt und führte zum dauerhaften Ende des gewerkschaftlichen Wohnungsbaus.
Ab 1969 ging das Bankhaus in den Besitz anderer Banken über. Zunächst war die Hamburger Sparkasse beteiligt (1969–1978). Persönlich haftende Gesellschafter waren 1978 Ove Franz, Albert Jäger (* 1923 in Merzien, Mitinhaber seit 1968, zuvor Bankier bei der Deutschen Bank und Bank für Gemeinwirtschaft) und Claus Wölbern. Dann gehörte die Wölbern-Bank mehrheitlich der niederländischen Slavenburg’s Bank (1979–1985) bzw. vollständig deren Käufer, der niederländischen Tochter der französischen Großbank Crédit Lyonnais (1985–1995), anschließend der südafrikanischen Großbank Absa Bank (1995–2004) bzw. deren späterem Mehrheitseigner, der britischen Großbank Barclays (2004–2006).
Seit vielen Jahren war die Wölbern-Bank schwerpunktmäßig tätig als Emissionshaus von geschlossenen Investmentfonds, hierunter vielen ausländischen Immobilienfonds. Das Kreditgeschäft bot u. a. Leihkapital zum Kauf der hauseigenen Investmentfondsanteile an.

## Erwerb durch Heinrich Maria Schulte und Wölbern Invest AG
Der Investor Heinrich Maria Schulte (* 1953), der bis 1993 Professor für Innere Medizin an der Universität Kiel war und das von ihm gegründete Biotechunternehmen Evotec im Börsenboom 1998 erfolgreich verkaufte, erwarb 2006 das Bankhaus und strukturierte es um. Ab dem 1. Januar 2007 wurden getrennt geführt:
- das Fondsgeschäft (Wölbern Invest AG)
- das Bankgeschäft (Bankhaus Wölbern)

„Die Bank wollte ich nie“, erklärte Schulte später im Prozess. Ihn interessierte einzig das Fondsgeschäft mit einem Volumen von 2,65 Milliarden Euro. Diese Sparte lieferte über 90 Prozent des Gesamtumsatzes.
In Form gewerbsmäßiger Untreue verwendete Heinrich Maria Schulte von August 2011 bis September 2013 in 327 Fällen rund 147 Millionen Euro aus 31 geschlossenen Immobilienfonds mit Vorsatz zweckwidrig. Etwa 50 Millionen Euro davon verschob er in private Beteiligungen und finanzierte damit seinen aufwendigen Lebensstil. Betroffen waren rund 35.000 Anleger. Im Herbst 2013 wurde Schulte inhaftiert. Ab Mai 2014 lief vor dem Landgericht Hamburg ein Verfahren wegen Veruntreuung von Anlagegeldern. Am 20. April 2015 wurde Schulte zu achteinhalb Jahren Haft verurteilt, die Staatsanwaltschaft hatte eine Haftdauer von zwölf Jahren beantragt. Die von Schulte gegen dieses Urteil eingelegte Revision hat der 5. Strafsenat des Bundesgerichtshofs am 13. Januar 2016 als offensichtlich unbegründet verworfen, das Urteil wurde damit rechtskräftig. Die das Unternehmen beratende Anwaltskanzlei Bird & Bird wurde 2015 von den geschädigten Fonds wegen Beihilfe zur Untreue verklagt und 2022 in einem Grundurteil in erster Instanz zu einer Entschädigung verurteilt.

## Bankhaus Wölbern ab 2007

Logo von Bankhaus Wölbern & Co.

Das nunmehr vom Fondsgeschäft abgetrennte Bankhaus war von der Finanzkrise ab 2007 betroffen. Es wurde in Zusammenarbeit mit dem Bundesverband deutscher Banken zunächst am 10. März 2009 von der Hamburger Privatbank M. M. Warburg & Co übernommen und später in eine Zweckgesellschaft des Bundesverbands deutscher Banken übertragen. Im Jahresabschluss vom 30. November 2014 wurde bekanntgegeben, dass der Geschäftsbetrieb spätestens Ende 2016 eingestellt wird. Am 12. Dezember 2014 hat das Amtsgericht Hamburg mitgeteilt, dass die Gesellschaft aufgelöst sei. Liquidator ist die HFI Hansische Vermögensverwaltungs Aktiengesellschaft, Hamburg.